# Secugnago (stacja kolejowa)
Secugnago (wł. Stazione di Secugnago) – stacja kolejowa w Secugnago, w prowincji Lodi, w regionie Lombardia, we Włoszech. Znajduje się na linii Mediolan – Bolonia.
Według klasyfikacji RFI stacja ma kategorię srebrną.

## Historia
Stacja została otwarta w 1861 roku wraz z uruchomieniem linii kolejowej Mediolan-Piacenza, która później stała się częścią wielkiej włoskiej linii kolejowej z Mediolanu do Rzymu. Została zbudowana na obszarze nie zurbanizowanym, pomiędzy Lodi i Casalpusterlengo.

## Linie kolejowe
- Mediolan – Bolonia

## Infrastruktura
Stacja ma trzy utwory (dwa do regularnej obsługi pociągów i jeden do wyprzedzania) połączone przez tunel.

## Ruch pociągów
Stacja jest obsługiwana przez pociągi regionalne na odcinku Mediolan-Piacenza, z kursami co godzinę od 6 do 9 i od 13 do 22. W godzinach szczytu częstotliwość wzrasta do pół godziny. Podróż do Mediolanu wynosi około 30 minut.